# Didžej
Dídžêj oz. dískdžôkej, mešalec plošč ali glasbe (angleško disc jockey; skrajšano lahko tudi DJ ali deejay) je oseba, ki predvaja oziroma meša vnaprej posneto glasbo za plesno občinstvo. Beseda "disk jockey"  izvira še iz časov gramofonskih plošč in ne iz kasnejših kompaktnih diskov (CD-jev). Danes pod tem izrazom razumemo didžeje vseh vrst glasbenih formatov. 
Naziv "DJ" se najpogosteje uporablja s strani mešalcev glasbe in sicer kot predpona pred njihovimi dejanskimi ali umetniškimi imeni. Z besedo DJ se običajno poudari poklic in vrsto glasbe, ki jo vrtijo.

## Vrste didžejev
Obstaja več vrst didžejev. Radijski didžeji predstavljajo in predvajajo glasbo tako na navadnih kot tudi internetnih radijskih postajah. Klubski didžeji predvajajo in mešajo glasbo v klubih, barih, diskotekah, rave zabavah ali celo na stadionih in festifalih. Mobilni didžeji potujejo s prenosnim zvočnim sistemom in mešajo glasbo na različnih dogodkih na različnih lokacijah. Nekateri od mobilnih didžejev so mojstri tudi pri vodenju raznih dogodkov (t. i. MC-ji), ki skrbijo za obiskovalce na način, da jih animirajo preko mikrofona in ustvarjajo določeno atmosfero na pripreditvi. Poznamo tudi različna tekomvanja za didžeje, ki se največkrat pomerijo v tehniki miksanja, skrečanja (npr. DMC) ali katerikoli drugi tehniki.
Nekateri didžeji uporabljajo različne tehnike ustvarjanja glasbe, ki jim dovoljuje, da nastopajo kot glasbeniki (živo ustvarjanje glasbe). Hip hop didžeji ne samo, da vrtijo glasbo pri nastopu reperjev oziroma MC-jev, ampak tudi izvajajo t. i. skrečanje, s katerim ustvarjajo različne zvoke in glasbene efekte, velikokrat pa so tudi pisci glasbe ali glasbeni producenti, ki na ta način (z uporabo gramofona) ustvarjajo različne glasbene vzorce (sample), da ustvarijo instrumentalno podlago za nove pesmi. 
V reggae stilu je didžje vokalist, ki tudi govori oziroma repa na predposnet ritem glasbe, medtem ko drugim, ki pomagajo didžeju pri izbiri glasbe, pravimo selektorji. 
Veliko ustvarjalcev in producentov elektronske glasbe, deluje tudi kot didžeji in sicer na način, da s kombinacijo gramofonov in različnih elektronskih klaviatur, ustvarjajo glasbo v živo. Didžeji (predvsem elektronski, hip-hop in reggae) pogosto sodelujejo z glasbenimi skupinami, ki izvajajo različne glasbene zvrsti (rock, jazz, heavy metal ali celo klasično) in sicer tako, da z uporabo gramofonov in drugih elektronskih inštrumentov in pripomočkov, sodelujejo pri izvedbi nastopa oziroma nastajanju glasbe. 
Študija iz leta 2012 naj bi pokazala, da naj bi bilo na svetu približno četrt milijona profesionalih didžejev.
Glasba, ki jo didžej izbere in uporabi pri mešanju, definira njegov DJ stil. Didžej je lahko tudi zelo prilagodljiv glede glasbenega stila in izbora glasbe, kar mu daje možnost, da lahko meša glasbo v različnih klubih in tako prilagaja glasbo različnemu okusu in zahtevam.

## Oprema
Oprema klubskega didžeja lahko vsebuje naslednje komponente:
- glasbeni posnetki na različnih medijih (npr. gramofonske plošče, zgoščenke, računalniške datoteke, etc.),
- kombinacija dveh naprav (ali ene, če uporablja digitalno glasbo), za predvajanje glasbe z izmenskim načinom, da je predvajanje glasbe stalno oziroma brez premora (npr. gramofoni, CD predvajalniki, računalniki, etc.),
- večkanalni sekvencer, s katerim lahko mešami MIDI datoteke,
- zvočni sistem za predvajanje glasbe (npr. zvočniški sistem, sistem za predvajanje preko radijskih valov ...),
- mešalna miza (ki je občajno 2 do 4 kanalna) opremljena s kanalom za prehode, ki se uporablja za gladek prehod med razliničnimi glasbenimi posnetki z uporabo dveh ali več glasbenih predvajalnikov,
- slušalke, s katerim se predposluša naslednjo pesem, medtem ko občinstvo posluša prvotno.
- mikrofon (opcijsko), s katerim lahko didžej predstavi glasbo ali animira poslušalce.

Ostala oprema je lahko dodana osnovnemu DJ kompletu, za ustvarjanje unikatnih glasbenih manipulacij. Take naprave so lahko:
- elektronski efektorji kot na primer zamik, izenačevalnik ...,
- računalniški sistem za posnemanje predvajanja glasbe na vililni sistem v realnem času,
- različne gramofonske glave oziroma igle,
- digitalni kontroler, s katerim lahko upravljajo glasbene datoteke na računalniku
- sampler, sekvencer, MIDI klaviature,
- uporaba različne DJ programske opreme (npr. Traktor Scratch, Serato Scratch, VirtualDJ ...)

Uporaba različne tehnike, pomeni tudi boljše miksanje glasbe in boljše prehode med posameznimi glasbenimi posnetki. Te tehnike vključujejo običajno uporabo izenačevalnika, različnih iztočnic ... na dveh ali več glasbenih posnetkih. Zapletenost posameznih tehnik je odvisno predvsem od uporabljene opreme. Tako so radijski didžeji manj fokusirani na mešanje, kot na primer klubski didžeji, ki so odvisni od gladkega prehoda med posnetki z uporabo različnih tehnik. 
Klubskih didžeji, kot tehnike mešanja glasbe uporabljajo predvsem "izenačveanje ritma" (beatmatching), "sekvečno miksanje" (pharsing) in tehnike "priravi in spusti" (slip-cueing). Vrtenje glasbe z gramofoni vsebuje umetnost rezanja, skrečanja, vrtenja plošče nazaj ..., da se ustvari prehod na bolj kreativen način. Profesionalni didžeji uporabljajo tudi harmonično mešanje glasbe in sicer na način, da izberejo glasbo, ki si je melodično najbližje.
Nedavni razvoj tehnologije na področju DJ opreme (tako strojne kot programske), didžeju pomaga z avtomatiko pri uporabi tradicionalnik tehnik. Danes je recimo izenačevanje ritma avtomatsko z uporabo programske opreme, ki sama sinhronizira zvočna posnetka med samo. Večina mešalnih miz danes prikazuje število št. ritomv na minuto (BPM), ki lahko pomaga pri miksanju analognih glasbenih izvorov.
V preteklosti je bilo biti didžej v veliki meri odvisno od volje posameznika za samoučenje, vendar pa s prihodom nove tehnologije in s tem preprostosti pri ustvarjanju in mešanju glasbe, obstaja že veliko DJ šol, ki ponujajo inštrukcije za učenje različnih tehnik.

## Zgodovina

### 19. stoletje do 1920
Leta 1892 je Emile Berliner začel s komercialno proizvodnjo gramofonskih plošč, s katerim se je gramofonska plošča postala dostopna širši javnosti. Leta 1906 je Reginald Fessenden prvič oddal radijski signal, s katerim je tudi prvič predvajal glasbo v etru in sicer je bila prva predvajanja Handelova skladba Largo iz Xerxes.
Prvi radijski didžej je bil Ray Newby, iz Stocktona, Kalifornija, ki je leta 1909, pri 16 letih začel redno predvajati skladbe na majhnem oddajniku, medtem ko je bil študent na Herrold College of Engineering and Wireless, ki se nahaja v San Jose, Kalifornija, pod mentorstvom radijskega pionira Charles "Doc" Herrolda.
"Predvajali smo plošče, ki so bile takrat popularne, predvsem od Caruso records, ker so bile zelo dobre in glasne, saj smo potrebovali ojačitev ... To smo začeli kot eksperiment, potem pa, ker je bila to novost, začeli z rednim oddajanjem, brez vmesnega odklopa, razen med prvo svetovno vojno, ko je vlada ZDA zahtevala odstranitev antene. 
Večina programa je bila predvajanje plošč, seveda pa so izdajali tudi novice ..."
```
—Ray Newby, I've Got a Secret (1965)
```

Po letu 1910 je radijsko oddajanje uporabljalo tako "V živo" kot tudi predposnete zvoke in skladbe. V zgodnji radijski dobi, je bila radijska vsebina običajno komedija, drama, novice, glasba in športno poročanje. Radijski napovedovalci in redaktorji programa so pozneje postali znani kot didžeji. V desetletju po 1920, so postali lokali, kjer so predvajali glasbo, popularna mesta za ples in pitje. Leta 1927 je Christopher Stone postal prvi radijski napovedovalec in moderator v Združenem kraljestvu in sicer na radiu BBC. 